# 松本麻希
松本 麻希（まつもと まき、1973年12月4日 - ）は、日本の女優。
2010年から活動休止していたが、2020年から復帰。松竹エンタテインメント

## 来歴・人物
大阪府出身。身長156cm
・第一回松竹芸能タレントオーディション特別賞受賞
・高校在学中に、1990年変化座（上岡龍太郎座長）「ちんぴらブルース」ヒロイン役で劇場デビュー。
・高校では生徒会会長をつとめつつ、副会長を制作に巻き込み、高校演劇ではなく小劇団を旗揚げ。制作と主演、劇団内でのユニットでは作・演出も務めた。
・高校卒業後、Team火の車プロデュース公演に参加。「てれび」(作演出：九十九一）藤山直美と姉妹役で出演し、第4回上岡演劇祭・主演女優賞を受賞。
小劇場への出演以外にも芦屋雁之助とお爺ちゃんと孫を演じるなど、上方喜劇作品への舞台出演も多数。
1997年NHK銀河テレビ小説「雲の上の青い空」（作：ジェームス三木）主役オーディションにてヒロインに抜擢。以降、2006年頃まで軽快な関西弁と明るく庶民的な雰囲気で、関西を中心にドラマや映画にも出演。
また高校在学中より、独特の感性と特徴のあるハスキーボイスで「麻希と晃瓶ドキドキ土曜日」（OBC)「ヤングタウン」（MBS-R）「おはよう！発信基地」など在阪の情報バラエティーやラジオのパーソナリティなどでも活躍。
自身の結婚と劇団旗揚げ時より担当していたマネージャーの所属会社を退職を機に芸能活動を休止していた。

## 出演

### NHK
- 連続テレビ小説
  - おんなは度胸（1992年）
  - 走らんか!（1995年）
  - ふたりっ子（1996年）
  - 甘辛しゃん（1997年）
  - てるてる家族（2003年）
- ドラマ新銀河
  - この指とまれ!!（1995年）
  - 愛をみつけた（1995年）
  - 雲の上の青い空（1997年） - 主演
  - この指とまれ2（1997年）
- NHKドラマ館
  - 終のすみか（1999年10月16日）
- 水曜ドラマ
  - おじさん改造講座（1998年）

### TBSテレビ
- 税務調査官・窓際太郎の事件簿2 冬の金沢殺人事件・節税の裏ワザ教えます! 5年前の脱税疑惑の嘘を暴け（1999年、TBS） - 村上理恵 役

### フジテレビ
- 剣客商売
  - 第2シリーズ（1999年）
  - 第4シリーズ 第2話「約束金二十両」（2003年） - おもよ 役
- 夜桜お染 第10話「迷子石」 （2004年） - おなみ 役

### テレビ朝日
- 天の瞳3（2002年12月19日）
- ミヤコ蝶々ものがたり（2007年3月15日）
- 欠点だらけの刑事2（2021年） - 鹿野洋子 役

### テレビ東京
- 水曜ミステリー9
  - 父からの手紙（2007年12月26日） - 堀越弘子 役

### 映画
- 橋のない川（1992年、東陽一監督）
- 釣りバカ日誌13 ハマちゃん危機一髪!（2002年、本木克英監督）
- シナリオライター★松本マリコの課題（2005年、中村拓監督）
- 三年身籠る（2006年、唯野未歩子監督）
- 夕暮れ（2010年、戸田彬弘監督）
- 裏社員。-スパイやらせてもろてます‐（2025年、瑠東東一郎監督）[2]

### ラジオ
- ヤングタウン（1994年4月 - 1999年3月、MBS-R）
- ノックは無用

## 受賞歴
- 第4回上岡演劇祭・主演女優賞（1992年）

## その他・講演等
- 大阪府警広報活動、一日警察署長など（1999年 - 2000年）